# مانع البارود
مانع سعيد خدوم البارود (مواليد 17 أبريل 1994، لاعب كرة قدم إماراتي يجيد اللعب في الوسط.
لعب سابقاً مع نادي الشارقة ونادي اتحاد كلباء ونادي دبا الحصن ونادي الحمرية ونادي الذيد ونادي الرمس ونادي جلف.

## روابط خارجية
- مانع البارود على موقع Soccerway.com (الإنجليزية)